# Élections sénatoriales camerounaises de 2013
Les premières élections sénatoriales du Cameroun ont lieu le 14 avril 2013.
Le Rassemblement démocratique du peuple camerounais au pouvoir remporte une large majorité des sièges.

## Contexte
L'existence d'un sénat camerounais est prévue par la constitution de 1996. Cependant, aucune élection n'est organisée avant 2013, malgré plusieurs annonces les années précédentes.
L'annonce de la date de ces élections, le 14 avril, provoque un tollé au sein de l'opposition. En effet, cette date les fait intervenir avant les élections municipales, ce qui garantit une large victoire du RDPC, majoritaires dans les conseils municipaux sortants.

## Système électoral
Le Sénat est la chambre haute du parlement bicaméral camerounais. Il est composé de 100 sénateurs renouvelés intégralement tous les cinq ans. Chacune des 10 régions du Cameroun est représentée par dix sénateurs dont sept élus par un collège électoral composé des membres des conseils municipaux et régionaux, soit 70 sénateurs élus. Les trois sénateurs restants de chaque région sont nommés par le président, soit trente sénateurs,.
Dans chaque région, les sièges des sept sénateurs élus sont pourvus selon un système mixte à finalité majoritaire : il s'agit d'un scrutin proportionnel plurinominal combiné à une prime majoritaire attribuée à la liste arrivée en tête. Les électeurs votent pour une liste fermée de candidats, sans panachage ni vote préférentiel. La liste ayant obtenu la majorité absolue des suffrages exprimés remporte l'intégralité des sept sièges à pourvoir dans la région. Si aucune n'atteint cette majorité, la liste arrivée en tête remporte une prime de quatre sièges, et les trois sièges restants sont répartis à la proportionnelle selon la règle du plus fort reste entre toutes les listes ayant franchi le seuil électoral régional de 5 % des suffrages exprimés, y compris la liste arrivée en tête. En cas d'égalité des voix des deux listes en tête, ces dernières reçoivent la moitié de la prime, soit deux sièges chacune.
Le vote des grands électeurs intervient dans les chefs-lieux des départements, à bulletin secret. Il est obligatoire, sous peine de déchéance du mandat de conseiller municipal ou régional. En retour, l'État prend en charge les frais de déplacement et permet le vote par procuration via un autre membre du collège électoral, à raison d'une seule procuration par membre. Les candidats doivent être âges d'au moins quarante ans révolus, avoir la nationalité camerounaise de naissance, résider dans la région où ils se présentent et appartenir à un parti politique.
Les conseillers régionaux n'ayant pas encore été élus en 2013, le collège électoral est uniquement constitué des 9 889 conseillers municipaux.

## Résultats
|                        |                                                         |       |       |        |  |  |  |  |  |  |  |  |  |  |
| Partis                 | Partis                                                  | Votes | %     | Sièges |  |  |  |  |  |  |  |  |  |  |
|                        | Rassemblement démocratique du peuple camerounais (RDPC) | 7 018 | 73,72 | 56     |  |  |  |  |  |  |  |  |  |  |
|                        | Front social démocrate (FSD)                            | 1 684 | 17,69 | 14     |  |  |  |  |  |  |  |  |  |  |
|                        | Union nationale pour la démocratie et le progrès (UNDP) | 583   | 6,12  | 0      |  |  |  |  |  |  |  |  |  |  |
|                        | Union démocratique du Cameroun (UDC)                    | 235   | 2,47  | 0      |  |  |  |  |  |  |  |  |  |  |
|                        | Sénateurs nommés                                        |       |       | 30     |  |  |  |  |  |  |  |  |  |  |
|                        |                                                         |       |       |        |  |  |  |  |  |  |  |  |  |  |
| Votes valides          | Votes valides                                           | 9 520 | 97,29 |        |  |  |  |  |  |  |  |  |  |  |
| Votes blancs et nuls   | Votes blancs et nuls                                    | 265   | 2,71  |        |  |  |  |  |  |  |  |  |  |  |
| Total                  | Total                                                   | 9 785 | 100   | 100    |  |  |  |  |  |  |  |  |  |  |
| Abstention             | Abstention                                              | 104   | 1,05  |        |  |  |  |  |  |  |  |  |  |  |
| Inscrits/participation | Inscrits/participation                                  | 9 889 | 98,95 |        |  |  |  |  |  |  |  |  |  |  |

## Analyse
9785 conseillers municipaux ont pris part au vote, soit un taux de participation de 98,95 %. L'Union africaine a salué le bon déroulement du scrutin. Cependant, l'opposition accuse le RDPC d'avoir corrompu des élus du FDS dans la région du Nord-Ouest. L'UDC et l'UNDP déposent des recours en annulation le 17 avril.
Les résultats des élections sont annoncés le 29 avril par la Cour Suprême. Le RDPC l'emporte largement avec 56 sièges, le Front social démocrate obtenant les 14 sièges restants.
Par un décret présidentiel, Paul Biya désigne les 30 sénateurs restants le 8 mai 2013, soit 26 membres du RDPC et 4 membres de l'opposition (un membre chacun du MDR, de l'ANDP, du FSNC et de l'UNDP), L'un de ces membres nommés, Marcel Niat Njifenji, du RDPC, est élu à la présidence du sénat le 12 juin 2013.

### Résultats par régions
| Région       | Sénateurs élus | Étiquette | Étiquette | Sénateurs désignés                                                   | Étiquette | Étiquette |
| ------------ | --- | --------- | --------- | -------------------------------------------------------------------- | --------- | --------- |
| Adamaoua     | Siroma Aboubakar Aboulahi Maikano Paul Haman Paul Maande Joël Nguimbe Madeleine Haoua Tidjani Ahmadou                                     |           | SDF       | Baba Hamadou Moussa Sabo Mohama Gabdo                                |           | RDPC      |
| Centre       | Sylvestre Naah Ondoua Jean-Marie Mama Elie Essomba Tsoungui Pascal Andong Adibime Luc René Bell Nicole Okala Bilaî Emmanuel Nemde         |           | RDPC      | Laurent Nkodo Pius Ondoua Jean-Marie Pongmoni                        |           | RDPC      |
| Est          | Charles Salé Isabelle Tokpanou Monique Ouli Ndongo Badel Ndanga Ndinga Benjamin Amama Amama Marie Claire Moampea Jean Mboundjo            |           | RDPC      | Joseph Mata René ze Nguele Marlyse Aboui                             |           | RDPC      |
| Extrême-Nord | Boukar Abba Mahamat Abdoulkarim Hamadou Alioum Aladji Marava Abdoulaye Wouyack Mme Zakiatou Julienne Djakaou Martin Amrakaye              |           | RDPC      | Manouf Mahamat Bhar Jean-Baptiste Baskouda Daissala Dakole           |           | RDPC      |
| Littoral     | Geneviève Tjoues Thomas Tobbo Eyoum Marie Armande Din Bell Roger Victor Mbassa Ndine Simon Kingue Jean-Jules Ebongue Ngo Claude Kemayou   |           | RDPC      | Songue Madiba David Etame Massoma Pierre Flambeau Ngayap             |           | RDPC      |
| Nord         | Youssoufa Daoua Pierre Namio Amadou Ali Yvonne Asta Payounni Bebnone Maurice Amidou Mme Adamou                                            |           | RDPC      | Aboubakary Abdoulaye Pierrette Hayatou Abbo Hamadou                  |           | RDPC      |
| Nord-Ouest   | Simon Achidi Achu David Wallang Ignatus Bayin Dinga Emma Eno Lafon Wanlo Chiamua John Zacharie Awanga Stephen Yerima Jikong               |           | RDPC      | Fon Doh Ganyonga III Francis Nkwain Njei Fon Teche                   |           | RDPC      |
| Ouest        | Jean Tsomelou Bernard Tantse Tagne Paul Tchatchouang Delphine Metiedje Nguifo Tchetagne Etienne Sonkin Raoul Tchomnou Nono                |           | SDF       | Ibrahim Mbombo Njoya Marcel Niat Njifenji Victor Ndjomo Kamga        |           | RDPC      |
| Sud          | Delphine Medjo Calvin Zang Oyono Samuel Obam Assam Grégoire Mba Mba Thérèse Eloumba Medjo Mme Nnanga Ndoume Mbita Mvaebeme                |           | RDPC      | Pierre Henri Ngallé Ngoa François Xavier Menye Ondo Paulette Bisseck |           | RDPC      |
| Sud-Ouest    | Tabe Tando Ndiep Nso Rebecca Amah Ankie Affiong Lucas Fontem Njifua Daniel Matute Agnès Ndode Ntube Andrew Moffa Otte Charles Mbella Moki |           | RDPC      | Peter Mafany Musonge Victor Fon Mukete Simon Onjwo Chief An Jan      |           | RDPC      |